# Dajal haus
Dajal haus (engl. Dial House) je stara kuća iz 16. veka na farmi kod Eseksa u Engleskoj, koja je od 1967. postala anarho-pacifistička otvorena kuća i sedište brojnih kulturnih, umetničkih i političkih projekata, u rasponu od večeri avangardnog džeza do osnivanja pokreta slobodnih festivala. Kuća sadrži umetnički studio, prostoriju za probe, biblioteku i društveni prostor.
Verovatno je Dajal haus javnosti najpoznatiji po pank-rok bendu Kras (Crass) koji tamo živi. Kras su kombinacijom pesme, filma, grafike i subverzije stvorili originalnu i održivu kritiku svega što su videli kao kulturu zasnovanu na ratu, nasilju, religijskom licemerju i slepom konzumerizmu. 
Grupa je dugo vodila borbu razvoja tog kraja, tj. protiv nestajanja poslednjeg zelenog pojasa oko Londona. Posle deset godina oni kupuju prethodno iznajmljenu kuću na aukciji, ostaju u dugovima 100.000 funti, ali barem obezbeđuju stabilnu budućnost za njihov Centar za dimaničku kulturnu razmenu, kako su ga u međuvremenu nazvali. 
U leto 2001. je održano okupljanje u Dajal hausu povodom budućnosti farme. Farmu mnogi opisuju kao “mali raj”, sklonište od korporativnog zapadnog društva. Vrt je prepun organski gajenog voća i povrće, cvetnih livada, cvrkuta ptica i skrovitih mesta ukrašenih rezbarijama i skulpturama. 

## Spoljašnje veze
- Dajal haus zvanični sajt
- Dajal haus, kurs permakulture
- Dajal haus, radionica za pravljenje kompostnih toaleta